# Cdmon
cdmon, también conocido como 10dencehispahard S.L., es una empresa española especializada en la provisión de servicios relacionados con el alojamiento web, el registro de dominios y la gestión de servidores virtuales privados (VPS) y dedicados.

## Historia
Con sede en Malgrat de Mar, fue fundada en 2002 por Jaume R. Palau, Marc Palau y Josep Colominas, enfocándose inicialmente en proporcionar servicios tecnológicos que facilitaran la presencia en Internet. Su crecimiento sostenido la llevó a diversificar su oferta y, en 2008, obtuvo la acreditación oficial de la ICANN como registrador de dominios. Esta acreditación permitió a la empresa gestionar dominios directamente, mejorando la calidad de sus servicios y herramientas tecnológicas. En la actualidad, gestiona más de 220.000 dominios.

## Servicios
La empresa ofrece una variedad de servicios orientados a la infraestructura web, entre ellos el alojamiento compartido, alojamiento WordPress, servidores virtuales y dedicados, y registro de dominios. Como registrador acreditado por la ICANNproporciona acceso a una amplia gama de extensiones de dominio, tanto genéricas como geográficas lo que facilita la adaptación a las necesidades de diversos usuarios. Además, ofrece servicios adicionales como correo electrónico profesional y certificados SSL.

## Responsabilidad Ambiental
La sostenibilidad ha sido una prioridad para la compañía, que ha implementado diversas prácticas para minimizar su impacto ambiental. Entre ellas se incluye el uso de centros de datos que funcionan con energía renovable, alineándose con iniciativas de green hosting para minimizar su huella de carbono mientras provee servicios tecnológicos.

## Certificaciones
La empresa ha recibido diversos reconocimientos por sus altos estándares de seguridad y calidad. Está certificada por el Esquema Nacional de Seguridad y ha obtenido certificaciones ISO que acreditan su cumplimiento con normativas de gestión de calidad (ISO 9001) y de seguridad de la información(ISO 27001). Estas certificaciones reflejan el esfuerzo continuo de la compañía por mantener la seguridad y la calidad en sus servicios tecnológicos.